# سیارک ۱۴۲
سیارک ۱۴۲ (به انگلیسی: 142 Polana) صد و چهل و دومین سیارک کشف شده‌است که در ۲۸ ژانویه ۱۸۷۵ کشف شد.
قدر مطلق سیارک برابر ۱۰٫۲۷ است.